# Хатчинсон (Миннесота)
Ха́тчинсон (англ. Hutchinson) — город в округе Мак-Лауд, штат Миннесота, США. На площади 20,2 км² (19,2 км² — суша, 1 км² — вода), согласно переписи 2002 года, проживают 13 080 человек. Плотность населения составляет 680,9 чел./км².
- Телефонный код города — 320
- Почтовый индекс — 55350
- FIPS-код города — 27-30644[1]
- GNIS-идентификатор — 0645316[2]